# إليزابيث غاريت أندرسون
إليزابيث غاريت أندرسون (بالإنجليزية: Elizabeth Garrett Anderson) (17 ديسمبر 1917- 9 يونيو 1836) طبيبة، ومنادية بمنح المرأة حق الاقتراع. هي أول طبيبة جراحة من الإناث في بريطانيا. هي من المؤسسين للمستشفى الأول الذي تعمل فيه النساء، وتعد أول عميد للمدراسة الطبية البريطانية، وأول امرأة في بريطانيا تُنتخب لمجلس إدارة المدرسة، وبصفتها عمدة ألدبور كانت أول امرأة تتولى منصب العمدة وقاضي الصلح في بريطانيا.

## حياتها المبكرة
ولدت غاريت في وايت تشابل، لندن، وهي الطفلة الثانية من أحد عشر طفلاً، والدها نيوسون غاريت (1812-1893)، من ليستون، سوفولك، وزوجته لويزا (ولدت في دنيل 1813-1903)، من لندن.
كان أسلاف عائلة غاريت عمال حديد في شرق سوفولك منذ أوائل القرن السابع عشر. كان نيوسون الأخ الأصغر من بين ثلاثة أبناء ولم يكن له ميول أكاديمية، على الرغم من أنه كان يمتلك روح تنظيم المشاريع الأسرية. عندما أنهى دراسته في المدرسة، لم تقدم مدينة ليستون سوى القليل إلى نيوسون، لذلك غادر إلى لندن ليجني ثروته. هناك، وقع في غرام نسيبة شقيقه، لويزا دنيل، ابنة مالك حانة من أصول سافولكية. بعد زفافهما، ذهب الزوجان للعيش في متجر مراهنات في الطريق التجاري 1 (وايتتشابل). كان لعائلة غاريت أول ثلاثة أطفال في تتابع سريع: لوي وإليزابيث وشقيقهم (دونيل نيوسون) الذي توفي عن عمر يناهز ستة أشهر. بسبب حزن لويزا على فقدان طفلها الثالث، لم يسهل عليها تربية ابنتيها في مدينة لندن في ذلك الوقت.  عندما بلغت غاريت من العمر ثلاث سنوات، انتقلت العائلة إلى 142 لونغ آكر، حيث عاشوا هناك مدة عامين، بينما وُلد طفل آخر وتحسنت أوضاع والدها. لم يصبح فقط مدير متجر الرهونات الأكبر، بل أصبح أيضاً صائغ فضة. جد غاريت صاحب فعاليات (أعمال) الهندسة الأسرية: ريتشارد غاريت وأولاده (وهي شركة تصنيع آلات زراعية)، توفي في عام 1837، وترك العمل لابنه الأكبر، أي عم غاريت. على الرغم من افتقاره لرأس المال، كان نيوسون مصمماً على أن يكون ناجحاً، وفي عام 1841، في عمر التاسعة والعشرين، نقل عائلته إلى سوفولك، حيث اشترى شركة لتجارة الشعير والفحم في سنايب، وبنى «سنايب مالتينجز» وهو عبارة عن مجموعة رائعة من المباني لإنبات الشعير. 
عاشت عائلة غاريت في منزل مربع على الطراز الجورجي مقابل كنيسة في ألدبيرا حتى عام 1852. توسعت أعمال نيوسون ورزق بمزيد من الأطفال،  إدموند (1840)، وأليس (1842)، وأغنيس (1845)، وميليسنت (1847) التي كانت ستصبح قائدة في الحملة الدستورية لحق المرأة في التصويت، وسام (1850)، وجوزفين (1853)، وجورج (1854). بحلول عام 1850، كان نيوسون رجل أعمال ناجح وكان قادراً على بناء آلد هاوس، وهو قصر على تل خلف ألدبيرا. «نتيجةً ثانوية للثورة الصناعية» نشأت غاريت في جو من «الطليعة الاقتصادية المنتصرة»، وكان أطفال عائلة غاريت يكبرون متفوقين في الصفوف الاحترافية في أواخر العصر الفيكتوري. شُجعت غاريت على الاهتمام بالسياسة المحلية، وكان هذا مخالفاً للعادات في ذلك الوقت، سُمح لها بحرية استكشاف المدينة بمستنقعاتها المالحة القريبة، وشاطئها وميناء سلوغدن الصغير بساحات صانعي القوارب وصانعي الأشرعة العلوية. 

## تعليمها المبكر
لم يكن هناك مدرسة في ألدبيرا، فتعلمت غاريت المهارات الأساسية للقراءة والكتابة والحساب من والدتها. عندما كانت في العاشرة من عمرها،  وُظفت معلمة تُدعى إيز إدجورث -وهي سيدة فقيرة- لتعليم غاريت وشقيقتها. قُضيت الفترات الصباحية في الحجرة الدراسية، وأضيفت جولات منظمة بعد الظهيرة. استمر تعليم الفتاتين حتى في أوقات الطعام عندما كانت إدجورث تتناول الطعام مع العائلة. وفي المساء، كانت المربية تنام في منطقة مغلقة في غرفة نوم الفتيات. احتقرت غاريت المعلمة وحاولت خداعها في الفصول الدراسية.
عندما كانت غاريت في الثالثة عشر من عمرها وأختها البالغة من العمر 15 عاماً أُرسلتا إلى مدرسة خاصة، وهي المدرسة الداخلية للسيدات في بلاكهيث في لندن، التي كانت تديرها قريبات الشاعر روبرت براوننج. يُدرَّس في هذه المدرسة الأدب الإنجليزي والفرنسي والإيطالي والألماني بالإضافة لتعلم السلوك.
في وقت لاحق من حياتها، ذكرت غاريت غباء معلميها هناك، على الرغم من أن تعليمها هناك ساعد في إثارة حبها للقراءة. كانت شكواها الرئيسة حول المدرسة تكمن في نقص تعليم العلوم والرياضيات. قرأت لكل من تينيسون، ووردزورث، وميلتون، وكولريدج، وترولوب، وتاكيراي، وجورج إليوت. عُرفت كُل من إليزابيث ولوي باسم «حمام عائلة غاريت»؛ إذ أصر والدهما على السماح لهما بحمام ساخن مرة كل أسبوع. حصلت الأختان على أصدقاء مدى الحياة هناك. عندما انتهتا في عام 1851، أُرسلتا في جولة قصيرة في الخارج، وانتهت بزيارة لا تُنسى للمعرض الكبير في هايد بارك في لندن. 
بعد هذا التعليم الرسمي، أمضت غاريت السنوات التسعة التالية في الاهتمام بالواجبات المنزلية، لكنها استمرت في دراسة اللغة اللاتينية والحساب في الصباح، وقرأت أيضاً على نطاق واسع. أشارت شقيقتها ميليسنت إلى محاضرات غاريت الأسبوعية، وهي «محادثات حول الأمور بشكل عام» عندما كان إخوتها الصغار يجتمعون أثناء مناقشة السياسة والشؤون الحالية من غاريبالدي إلى تاريخ إنجلترا في ماكولاي. في عام 1854، عندما كانت في 18 من عمرها، ذهبت غاريت وشقيقتها في زيارة طويلة لأصدقائهم في المدرسة، جين وآن كرو، في جيتسهيد حيث قابلت إميلي ديفيز، النسوية الأولى والمؤسسة المشاركة لمستقبل كلية جيرتون، كامبريدج. 
كان يمكن أن تكون ديفيز صديقة مقربة مستعدة دائماً لتقديم المشورة السليمة خلال القرارات المهمة لمهنة غاريت.
ربما كان في جريدة المرأة الإنجليزية، التي صدرت لأول مرة في عام 1858، حيث أن غاريت قرأت أول مرة عن إليزابيث بلاكويل، التي أصبحت أول طبيبة في الولايات المتحدة في عام 1849. عندما زارت بلاكويل لندن في عام 1859، سافرت غاريت إلى العاصمة. بحلول ذلك الوقت، كانت شقيقتها لوي متزوجة تعيش في لندن. 
انضمت غاريت إلى جمعية تعزيز توظيف النساء، نظمت بلاكويل محاضرات حول «الطب باعتباره مهنة للسيدات» وعقدت اجتماعاً خاصاً بين غاريت والطبيبة. يُقال إنه خلال زيارة إلى آلد هاوس في حوالي عام 1860، في إحدى الليالي أثناء جلوسهما بجانب الموقد، اختارت غاريت وديفيس مهناً للنهوض بحدود حقوق المرأة. فتحت غاريت باب تعليم مهنة الطب للنساء، وفتحت ديفيس الأبواب أمام التعليم الجامعي للنساء، بينما خصصت ميليسنت البالغة من العمر 13 عاماً للسياسة والتصويت للنساء. في البداية، عارض نيوسون الفكرة الراديكالية المتمثلة في أن تصبح ابنته طبيبة، لكنه غير رأيه ووافق على بذل كل ما في وسعه، مالياً وغير ذلك، لدعم غاريت. 

## التعليم الطبي
بعد زيارة مبدئية فاشلة لكبار الأطباء في هارلي ستريت، قررت غاريت أن تقضي ستة أشهر ممرضة جراحية في مستشفى ميدلسكس في لندن في أغسطس عام 1860. بعد إثبات أنها ممرضة جيدة، سُمح لها الذهاب إلى العيادات الخارجية، ثم حضور أول عملية جراحية لها. حاولت دون جدوى التسجيل في كلية الطب بالمستشفى، لكن سُمح لها بحضور دروس خاصة في الطب اللاتيني واليوناني والمواد الطبية في صيدلية المستشفى، مع مواصلة عملها ممرضة. وظفت مدرساً لدراسة التشريح وعلم وظائف الجسم ثلاث مرات في الأسبوع. في نهاية المطاف، سُمح لها بالدخول إلى غرفة التشريح ومحاضرات الكيمياء. تدريجياً، أصبحت غاريت حضوراً غير مرحب به بين الطلاب الذكور الذين قدموا في عام 1861 مذكرة للمدرسة ضد قبولها بصفتها طالبا زميلا، على الرغم من الدعم الذي حظيت به من الإدارة. اضطرت غاريت لمغادرة مستشفى ميدلسكس لكنها فعلت ذلك مع شهادة شرف في الكيمياء والمواد الطبية. ثم حاولت غاريت الانضمام للعديد من المدارس الطبية، بما في ذلك جامعة أكسفورد، كامبردج، غلاسكو وإدنبرة وسانت أندروز والكلية الملكية للجراحين، لكن جميع هذه المدارس رفضت قبولها.
كانت الطبيبة صوفيا جيكس بليك الأقل شهرة منها رفيقة نضالها، في حين أن كل منهما تعتبر شخصية طبية «بارزة» في أواخر القرن التاسع عشر، إلا أن غاريت تمكنت من الحصول على أوراق اعتمادها عن طريق «باب جانبي» من خلال ثغرة في القبول في مجتمع العطارين (الصيادلة القدماء).  بعد حصولها على شهادة خاصة في علم التشريح وعلم وظائف الأعضاء، قُبلت في عام 1862 من قبل مجتمع العطارين الذين اشرط ميثاقهم عدم استبعاد أحد بسبب جنسه (قانوناً).  واصلت معركتها للتأهل من خلال الدراسة الخاصة مع العديد من الأساتذة، بما في ذلك البعض في جامعة سانت أندروز، المستوصف الملكي في إدنبره ومدرسة مستشفى لندن الطبية. 
في عام 1865، وأخيراً قدمت امتحانها وحصلت على ترخيص (رخصة دار الصيدلة) من مجتمع العطارين لممارسة الطب، وهي أول امرأة مؤهلة في بريطانيا للقيام بذلك بشكل علني (سابقاً كان هناك الدكتور جيمس باري الذي وُلد وتربى كأنثى لكنه قُدم على أنه ذكر منذ سن 20 من أجل الذهاب إلى كلية الطب، عاش باقي حياته كرجل). في ذلك اليوم، اجتاز الامتحان ثلاثة من أصل سبعة مرشحين، وحصلت غاريت على أعلى الدرجات. عدل مجتمع العطارين على الفور لوائحه لمنع النساء الأخريات من الحصول على ترخيص المهنة، ما يعني أن جيكس بليك لم تتمكن من اتباع نفس المسار. لم يسمح القانون الجديد للنساء ذات التعليم الخاص أن يكنّ مؤهلات للامتحان.  لم يسمح لهن حتى صدور القانون الطبي الجديد عام 1876 الذي سمح للسلطات الطبية البريطانية بترخيص جميع المتقدمين المؤهلين بغض النظر عن جنسهم. 

## حياتها المهنية
على الرغم من أنها حصلت على ترخيص من جمعية العطارين بصفتها امرأة، لم تستطع غاريت الحصول على أي وظيفة طبية في أي مستشفى. لذلك في أواخر عام 1865، فتحت غاريت عملها الخاص في 20 أبر بيركلي ستريت في لندن. في البداية كان المرضى قليلين، لكن تحسن العمل تدريجياً. بعد ستة أشهر من العمل، كانت ترغب في فتح مستوصف للمرضى الخارجيين؛ لتمكين النساء الفقيرات من الحصول على مساعدة من طبيبة متمرسة من جنسهن. في عام 1865، انتشرت الكوليرا في بريطانيا، أثرت على كل من الأغنياء والفقراء، وتسببت بحالة من الذعر، نسي بعض الناس تحيزهم فيما يتعلق بالطبيبة. حدثت الوفاة الأولى بسبب الكوليرا في عام 1866، لكن بحلول ذلك الوقت، افتتحت غاريت بالفعل مستوصف سانت ماري للنساء والأطفال، في 69 سيمور بلايس. في السنة الأولى، فحصت 3000 مريض، زار المستوصف 9300 مريض خارجي. عند سماعها أن عميد كلية الطب في جامعة السوربون في باريس كان يؤيد قبول النساء لدراسة الطب، درست غاريت الفرنسية حتى تتمكن من التقدم للحصول على شهادة طبية، حصلت عليها بصعوبة في عام 1870.
في العام نفسه، انتُخبت لأول مجلس لمدرسة لندن، وهو مكتب افتُتح حديثاً للنساء. حصلت غاريت على أعلى الأصوات بين جميع المترشحات. أيضاً في تلك السنة، كانت واحدة من الأطباء الزائرين للمستشفى شرق لندن للأطفال (في وقت لاحق مستشفى الملكة إليزابيث للأطفال، أصبحت أول امرأة في بريطانيا تُعيَّن في منصب طبي، لكن وجدت واجبات هاتين الوظيفتين تتعارض مع عملها الرئيس في ممارستها الخاصة والمستوصف، إضافة إلى دورها أمًا جديدة؛ لذلك استقالت من هذه الوظائف بحلول عام 1873. في عام 1872، أصبح المستوصف مستشفى جديدا للنساء والأطفال، عولجت الحالات الخاصة بأمراض النساء من جميع أنحاء لندن. انتقل المستشفى إلى أماكن جديدة في شارع ماريليبون في عام 1874. وخلال هذا الوقت، دخلت غاريت أيضاً في نقاش مع وجهات النظر الطبية الخاصة بالمرأة. في عام 1874، ظهر مقال هنري مودسلي -عن الجنس والعقل في التعليم- الذي جادل بأن تعليم النساء يسبب مجهوداً مفرطاً، وبالتالي يقلل من قدرتهن على الإنجاب، ما يسبب أحياناً «اضطرابات عصبية وحتى عقلية». كانت حجة غاريت المضادة أن الخطر الحقيقي الذي تواجهه النساء ليس التعليم بل الملل وأن الهواء النقي والتمرينات كانا أفضل من الجلوس بجانب النار مع قراءة رواية. في نفس العام، شاركت في تأسيس كلية لندن للطب للنساء مع صوفيا جيكس بليك وأصبحت محاضرة هناك، كان هذا هو المستشفى التعليمي الوحيد في بريطانيا الذي يقدم دورات للنساء. واصلت العمل هناك لبقية حياتها المهنية وكانت عميدة المدرسة من 1883 إلى 1902. سميت هذه المدرسة في وقت لاحق بالمستشفى الملكي المجاني للطب، وأصبحت فيما بعد جزءاً من المدرسة الطبية في كلية لندن الجامعية. 

## روابط خارجية
- إليزابيث غاريت أندرسون على موقع الموسوعة البريطانية (الإنجليزية)